# Opactwo Cystersów w Zemsku-Bledzewie
Opactwo Cystersów w Zemsku–Bledzewie – dawne opactwo, początkowo w Zemsku, następnie w Bledzewie, około 25 km na południe od Gorzowa Wielkopolskiego i 10 km na południowy zachód od Skwierzyny.

## Początki klasztoru
Pojawienie się cystersów w okolicach Zemska wiąże się z nadaniem dóbr nad rzeką Ponikwą i koło Sokolej Dąbrowy przez księcia Władysława Odonica zakonnikom z łużyckiego klasztoru Dobrilugk. Osoba fundatora i przedmiot nadania znana jest ze wzmianki w dokumencie Bolesława Pobożnego z 1259 roku. W dokumencie tym zatwierdza on nadanie Władysława Odonica i dodatkowo wyraża zgodę, aby wymieniona wieś była lokowana na prawie niemieckim. Datę nadania dóbr cystersom przez Władysława Odonica umiejscawia się między 1232 a 1235 rokiem. Tradycja klasztorna mówi natomiast, że pierwotna fundacja nastąpiła w 1232 r.
W opinii historyków należy sądzić, że po wcześniejszych próbach sprowadzenia cystersów przez Odonica proces fundacyjny związany z lokacją opactwa w Zemsku należy datować dopiero od około 1260 roku, to jest od wystawienia dokumentu Eustachego i Wojciecha, do około 1280/1281 r., tj. do inkorporacji zakonu. Zapewne w momencie inkorporacji do zakonu, w Zemsku musiały istnieć już przynajmniej podstawowe (choćby prowizoryczne) zabudowania sakralne i klasztorne, w których zakonnicy mogliby wypełniać regułę, a także i to, że byli tam już pierwsi zakonnicy cysterscy.
Tymczasem okres wznoszenia danego opactwa nie pokrywał się zwykle z datą jego fundacji. Równolegle z wielkopolskimi wznoszono pierwsze obiekty klasztorne w Małopolsce. Okres intensywnych prac budowlanych przypada tu na końcowe lata XII wieku oraz I połowę XIII wieku.

## Tradycja klasztorna fundacji i lokacji
Tradycja klasztorna spisana w XVIII w., a więc pięć wieków później, mówi jakoby pierwsza siedziba cystersów fundowana przez Władysława Odonica w 1232 r. w tej okolicy znajdowała się w zakolu Obry około 0,5 km na wschód od młyna należącego do wsi Stary Dworek (1944 Althöfer Ober Mühle), a 2 km na N od tejże wsi, w miejscu oznaczonym na mapie topograficznej z 1894 r. jako „Klosterwinkel”.
Leo Hertel, autor monografii Geschichte des ehemaligen Zisterzienser–Klosters Blesen wydanej w 1928 przytacza z nieznanych źródeł dalsze daty i fakty dotyczące tej osady zwanej Mały albo Nowy Dobry Ług (Neu-Dobrilugk):
- 1238 – trwa budowa kościoła klasztornego św. Henryka,
- 1265 – odnotowano powódź – poziom wody w kościele klasztornym na 1 1/2 łokcia,
- przed rokiem 1287 – następuje przeniesienie klasztoru do Zemska[5].

Prawdopodobną przyczyną przenosin były zalewy, bowiem pierwsza lokacja powstała na terenie zalewowym a powódź z roku 1265 nie była jedyną.

## Nadania ziem w Wielkopolsce dla cystersów z klasztoru Dobrilugk na Łużycach
Przed rokiem 1239, natomiast wzmianka o tym w 1259, Władysław Odonic nadał cystersom z klasztoru Dobrilugk 500 łanów koło rzeki Ponikwa i koło (lasu? – nie ma co do tego pewności) Sokola Dąbrowa,
- 1259 – Bolesław Pobożny potwierdza darowiznę ojca i zezwala cystersom na lokowanie osady targowej i innych wsi[7],
- 1259 – Bodzanta i Nasił, synowie Jana kasztelana w Międzyrzeczu, nadają cystersom z Dobrilugk dziedzinę Maszkowo oraz całą dąbrowę należącą do niej, Bolesław Pobożny potwierdza te nadania i zezwala na lokowanie na tym terenie wsi na prawie niemieckim[7],
- 1260 – komes Eustachy z bratem Wojcieszkiem nadają cystersom z Dobrilugk swoją dziedzinę Ząbrsko (obecnie Zemsko)[7],
- 1260 – Bolesław Pobożny zatwierdza powyższe nadanie[7],
- 1269 – Mikołaj biskup poznański nadaje cystersom z Dobrilugk, którzy chcą założyć opactwo w diecezji poznańskiej, dziesięcinę ze wsi Ząbrsko oraz 50 (lub 500) łanów koło gaju zwanego Sokola Dąbrowa[7][8].

## Opactwo cystersów w Ząbrsku (obecnie Zemsko)
- 1287 – Przemysł II zatwierdza na prośbę opata Teodoryka z Ząbrska nadania Władysława Odonica i Bolesława Pobożnego dla cystersów z Dobrilugk, przeniesione obecnie na opata i klasztor w Ząbrsku: 500 łanów nad rzeką Ponikwa i w Sokolej Dąbrowie oraz nadaje klasztorowi w Ząbrsku młyn nad rzeką Lubniewicy (Lubniewiz)[a], do którego należy 1/2 sadzawki, 2 brzegi wspomn. rzeki i 2 morgi roli wraz z czynszem rocznym 2 grzywny, który to czynsz cystersi wykupili od księcia za 15 grzywien[7];
- 1293 – tenże Przemysł II zatwierdza opatowi Mikołajowi i cystersom w Ząbrsku nadanie Jana zwane Mascove i syna jego Jakuba, obejmujące część Maszkowa przyległą do wsi Templewo[7];
- 1299 – Albert margrabia branderburski potwierdza, że opat Konrad z Nova Doberow, czyli z Ząbrska, kupił młyn Vogelsangk pod Landsbergiem (obecnie Gorzów Wielkopolski)[7];
- 1309 – Andrzej biskup poznański nadaje Konradowi opatowi i cystersów w Ząbrsku dziesięciny ze wsi Ponikwa zwanej Nowa Wieś[7],
- 1312 – komes Wojciech Kyrszonoviz (syn Krzczona?) zwany de Stancik (niezidentyfikowany według wydawcy słownika: Szczaniec) daje klasztorowi w Ząbrsku 5 łanów w Cieślach (powiat pyzdrski) jako odszkodowanie za szkody wyrządzone klasztorowi[7];
- 1312 – Waldemar margrabia brandenburski nadaje opatowi i cystersów w Ząbrsku wsie Bledzew i Sokola Dąbrowa i opisuje ich zewnętrzne granice z Bledzewem – miasto[7];
- 1312 – tenże nadaje opatowi Tyderykowi i cystersom w Ząbrsku wieś Popowo, opisuje jej granice i kwituje odbiór pieniędzy od klasztoru po 5 grzywien za każdą część własności (pro quolibet frusto proprietatis)[7];
- 1313 – sąd polubowny rozgranicza posiadłości miasta Skwierzyny i klasztoru w Ząbrsku: klasztorowi przyznaje się rzekę Obrę aż do Warty z wyłącznym prawem łowienia ryb i stawiania młynów, łąkę Mniska Łąka nad Obrą, 1 łan w obrębie dóbr miasta Skwierzyny w kierunku wsi Drahim oraz teren ograniczony bagnem i lasem Krowica, strugą Lacha w lesie Buchwałt, dębem na granicy osady Kijewice oraz rzeką Wartą, dojazd do tego terenu prowadzi przez dobra miasto Skwierzyna[7],
- 1315 – Jan margrabia brandenburski (po dojściu do lat sprawnych uzupełniając nadania Waldemara) daje opatowi Maciejowi i cystersom w Ząbrsku wsie Bledzew i Sokola Dąbrowa oraz Popowo[9][4][7],
- 1320 – świadkiem owego nadania był Maciej opat w Ząbrsku[7],
- 1325 – Ludwik margrabia brandenburski potwierdza, że mieszczanie z Landsbergu (obecnie Gorzów Wielkopolski) kupili od opata i cystersów z Ząbrska młyny pod Landsbergiem: Linde, z którego dochód wynosi 4 korce (chorus), oraz Vogelsangk, z którego dochód wynosi 3 korce (chorus) i 8 korczyków (modius)[9],
- 1327 – Władysław Łokietek bierze pod swoją opiekę klasztory w Paradyżu, Ząbrsku i Obrze z powodu ich zniszczenia i spustoszenia[7],
- 1335 – Dytmar opat w Ząbrsku wyjaśnia, że klasztor był winien 4 grzywny srebra Mikołajowi Scularis, niegdyś mieszczaninowi z Drzenia (obecnie Drezdenko) i dotąd spłacał je z młyna zwanego Vogelsangk, dopóki można było w nim mleć, obecnie prosi, aby pretensje jego zaspokoili mieszczanie z Landsbergu[9],
- 1360 – występuje jako świadek Jakub przeor w Ząbrsku[7],
- 1360 – Andrzej opat i cystersi z Ząbrska nabywają od braci stryjecznych Tomasza oraz Tomasza Hericha i Ebla zwanego Hokemanne mieszczanina z Frankfurtu nad Odrą 1/2 Osiecka za 66 kop groszy szerokich[7],

- 1361 – brat Herman z Werborge w imieniu zakonu joannitów oświadcza, że Osiecko, które znajduje się w posiadaniu Andrzeja opata i cystersów z Ząbrska, będzie mogło przejść na wieczne czasy w posiadanie wspomnianych cystersów, jeżeli joannici nie wykupią go w ciągu 5 lat za 100 kop szerokich groszy[7],
- 1370 – Kazimierz Wielki potwierdza wcielenie do dóbr klasztoru w Ząbrsku wsi Osiecko, kupionej za 100 kop groszy od mieszczan z Frankfurtu nad Odrą[7],
- 1374 – opat z Ząbrska[7], a następnie w 1376 klasztor w Ząbrsku na mocy wyroku sądu polubownego ma otrzymać od rady miejskiej w Landsbergu 100 grzywien zwanych Finkenaugen oraz zwolnienie od cła w Landsbergu dla wsi Bledzew i Sokola Dąbrowa (zapewne tytułem jakiegoś odszkodowania tytuł którego nie jest znany)[5][4],
- 1378 – Mikołaj z Bytynia kasztelan starogrodzki daje Mikołajowi opatowi i cystersom w Ząbrsku wieś Rokitno w zamian za wsie klasztorne Muchocin i Radgoszcz[7],
- 1385 – świadkiem jest Mikołaj, opat w Ząbrsku (jaki jest przedmiot sprawy nie wiadomo)[7],
- 1390 – Wincenty z Chyciny, rycerz (armiger), za zgodą synów Dzierżka, Teodoryka i Mikołaja sprzedaje za 300 grzywien Janowi opatowi w Ząbrsku opustoszałe dziedziny Rojewo i Kalsko wraz z jeziorami: Głębokie, Głęboczek, Kalsko, Grosgense i Żabno[7],
- 1400 – Piotr przeor z Ząbrska wygrywa proces o Osiecko z Wojciechem Barklińskim[10],
- 1407, 1409 – Jan jest opatem w Ząbrsku[4],

## Opactwo cystersów w Bledzewie

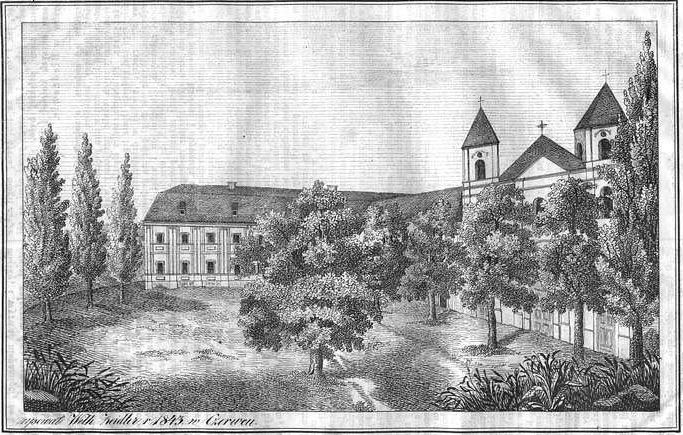
Klasztor i kościół w Bledzewie w 1843 r.

W 1312 roku margrabia brandenburski, Waldemar nadał cystersom w Zemsku między innymi wieś Bledzew. Nadanie to miało duże znaczenie, albowiem przekazany wówczas Bledzew w początku wieku stał się nową siedzibą klasztoru. Po odzyskaniu tych terenów w 1326 roku przez Władysława Łokietka, w roku 1327 król nadał przywilej dla klasztorów w Paradyżu, Zemsku i Obrze z powodu ich zniszczenia i spustoszenia. Wyłączył wymienione klasztory spod władzy urzędników i wziął je pod swoją opiekę. Od 1376 roku Bledzew stawał się znaczącym ośrodkiem gospodarczym.
Przyczyny tej translokacji nie są bliżej znane. Upatrywać jej należy w kilku czynnikach, m.in. w trudnościach wynikających z braku wody w tamtejszym klasztorze, zarówno dla potrzeb socjalnych, konsumpcyjnych, jak i liturgicznych. Oprócz tego należy mieć na uwadze czynniki gospodarcze, w tym między innymi zbliżenie do szlaków komunikacyjno–handlowych, a tym samym szerszy udział w wymianie handlowej, w której Bledzew pod koniec XIV i w XV w. miał znacznie lepszą pozycję niż Zemsko. W momencie translokacji nie wszyscy zakonnicy od razu przenieśli się do Bledzewa. Część z nich nadal pozostawała w Zemsku. Ostatecznie cały konwent zamieszkał w Bledzewie prawdopodobnie do 1578–1579 r.

## Kalendarium opactwa w Bledzewie
- 1412 – przeniesienie opactwa z Ząbrska do Bledzewa[b][5],
- 1414 – Jan opat z Bledzewa wydaje przywileje dla Hoffmanna w Chełmsku[5],
- 1418 – tenże rozgranicza Bledzew z Gorzycą a Bledzewem miasto[7],
- 1421 – Jakub opat z Bledzewa rozgranicza Ząbrsko ze Skwierzyną (równocześnie anuluje się postanowienia wyroku z 1313 r.)[7],
- 1423 – tenże nabywa za 200 grzywien od szlachetnego Ulryka Vkrow 1/4 Osiecka (Ossyeczno!)[7],
- Prawdopodobnie w latach (1412?–1448) wzmianka o tym w roku 1448, Michał opat z Bleszewa odnawia przywileje na sołectwo w Rokitnie[4],
- 1433 – wójt Nowej Marchii w dniu 6 maja zdobył i spalił miasto Bledzew wraz z klasztorem i okolicznymi wsiami[11],
- 1448 – Piotr opat z Bledzewa odnawia przywileje dla sołectwa w Rokitnie[4],
- 1457 – Jan opat z Bledzewa rozgranicza wsie Rokitno i Kalsko z Lubikowem[4],
- 1460 – Kazimierz IV Jagiellończyk z powodu sporów, wynikłych między Janem opatem w Bledzewie a Niemierzą z Lubosza tenutariuszem w Międzyrzeczu, ustala wymiar ciężarów i robocizny należnych zamkowi w Międzyrzeczu z dóbr klasztornych: 2 kmiecie (jeżeli każdy z nich jest osadzony na 1 łanie osobno) powinni razem: zaorać 1 morgę pod jarzynę i 1 morgę pod oziminę oraz obsiać je zbożem zamkowym, skosić 1 morg [łąki], zebrać i siano zwieźć do zamku, co kwartał zwieźć do zamku 1 wóz drzewa na opał i 1 dąb na budowę, raz w roku przez 2 dni w roku wozić i rozrzucać mierzwę, ponadto mają płacić po 3 wiardunku wieprzowego z każdej wsi według starego zwyczaju; zagrodnicy z tych wsi mają pracować po 2 dni w roku lub dać daninę w zbożu lub pieniądzach; sołtysi służą zamkowi tylko w czasie wojny; wsie Ząbrsko, Popowo i Chełmsko mają pracować w takim wymiarze dla zamku jak wsie klasztor w Paradyżu[4][12]
- 1463 – klasztor w Bledzewie zostaje patronem parafii w Osiecku[13]
- 1466 – klasztor w Bledzewie otrzymuje od Mikołaja Kurskiego czynsz roczny 2 zł węgierskie z prawem odkupu za 24 zł węgierskich na karczmie w Kursku[14],
- 1476 – tenże nabywa z zastrzeżeniem wykupu za 60 grzywien od Dziersława z Chyciny jezioro Cisie[15];
- 1482 – klasztor w Nowym Dobrym Ługu [Novum Doberluch – Bledzew] otrzymuje od opata Andrzeja w Morimond dyspensę postną[4][5],
- 1485 – Andrzej jest opatem w Bledzewie[16],
- przed 1493, wzmianka w roku 1495, tenże Andrzej opat w Bledzewie zajął 1 łan wolny w Osiecku[17] po bezpotomnej śmierci lennika,
- 1493 – Jan I Olbracht na prośbę opata Liboriusza potwierdza wszystkie dotychczasowe przywileje klasztoru[4][18];
- 1495 – Lambert był opatem w Bledzewie[19];
- 1502 – Jan opat w Ząbrsku zatwierdza nadanie wsi Sokola Dąbrowa z karczmą dla Andrzeja Glidera uczynione przez przeora Błażeja Bartłomieja[4];
- 1509 – Walenty, opat w Bledzewie, zezwala przeorowi w Ząbrsku nabyć puszczę bartną koło Popowa[4],
- 1510 – opactwo w Bledzewie bez wpisu w księdze uposażeń (z jakiegoś powodu formularz nie wypełniony)[20].
- 1513 – Zygmunt Stary na prośbę opata Walentego potwierdza wszystkie dotychczasowe przywileje klasztoru dla konwentu w Bledzewie[4]
- 1518 – Jan Lubrański, biskup poznański, w odpowiedzi na skargi Jana, opata bledzewskiego, poleca tenutariuszowi w Pszczewie, aby nie czynił przeszkód klasztorowi w korzystaniu z jeziora Głęboczek koło Kalska[4],
- 1521 – Jan Seidelitz, opat w Bledzewie, sprzedaje 1/2 sołectwa w Rokitnie[4]
- 1521 – Wojska brandenburskie niszczą dobra klasztorne,
- 1522 – klasztor w Bledzewie wymieniony wśród klasztorów polskich, które na swych członków przyjmują tylko Niemców[21]
- 1543 – komisarze wyznaczeni przez króla rozsądzają spory między opatem bledzewskim a miastem Bledzew[16],
- 1545 – Baltazar opat w Bledzewie toczy spór z Zygmuntem Bukowieckim z Chyciny i Goruńska o granicę między Bledzewem i Sokolą Dąbrową a Goruńskiem[5],
- 1551 – kopia z roku 1559 Piotr opat w Bledzewie, nadaje Mikołajowi Przetockiemu w dożywocie Rokitno za zasługi wyświadczone klasztorowi w walce z biskupem poznańskim o wolny wybór opatów (chodzi zapewne o wybór opatów klaustralnych)[4],
- 1560 – Piotr Kamiński opat w Bledzewie przekazuje poprzedniemu opatowi Piotrowi z Lwówka [zw. Mitręga] w dożywocie Stary Dworek – Od końca XVI w. Stary Dworekstał się rezydencją opatów bledzewskich[5],
- 1563 – łany feudalne (lenne) w dobrach opactwa: Kalsko 1/4 łana, Osiecko 6 łanów, Popowo 1 łan, Sokola Dąbrowa 2 1/2 łana, Ząbrsko 1 łan.[22]
- 1564 – klasztor w Bledzewie od czasów zmarłego księdza Czarnkowskiego [biskupa poznańskiego 1553–62] ma prawo łowić ryby w jeziorze Głęboczek, leżącym w boru biskupim należącym do wsi Stołuń w kluczu Pszczew (dóbr biskupich),
- 1564/65 – ciężary należne starostwu w Międzyrzeczu ze wsi opata bledzewskiego: Rokitno, Popowo, Ząbrsko, Kalsko, Chełmsko, Sokola Dąbrowa, Nowa Wieś i Osiecko: opłata wieprzowego, danina w życie, owsie, kurach i jajkach, koszenie i zwózka siana z łąk w Murzynowie [na N od Skwierzyny], zwózka drewna do zamku [w Międzyrzeczu],
- 1565 – Piotr Kamiński opat w Bledzewie[4],
- 1580 – wizytacja opactw w Polsce, w tym w Bledzewie, dokonał jej Edmund å Cruce. W klasztorze było wtedy 3 księży i 2 zakonników, było to wówczas jedno z najmniej ludnych wśród opactw cysterskich,
- 1589 – Andrzej Kościelecki opat w Bledzewie sprzedaje za 250 zł Marcinowi Geiserowi Borowy Młyn (Heider! Mühle) i określa prawa oraz obowiązki młynarza[4],
- 1592 – klasztor i kościół klasztorny ulegają spaleniu[3],
- 1617 – opat Jan Dłuski dnia 12 maja dokonuje podziału dóbr klasztornych na dobra konwentu i dobra opata (stół opata),
- 1778 – na mocy konkordatu wschowskiego w klasztorze bledzewskim wprowadzono komendę. Dnia 7 stycznia 1778 r. przybyła do Starego Dworku specjalna komisja miała wycenić majątek klasztorny i zgodnie z punktem trzecim konkordatu dokonać jego podziału: dla opata komendatoryjnego i konwentu[3]. Opatem komendatoryjnym został kardynał Giovanni Francesco Albani[23]
- 1793 – opat Onufry Wierzbiński 9 października składa (wraz z konwentem i mieszkańcami ziemi międzyrzeckiej) przysięgę poddańczą królowi pruskiemu Fryderykowi Wilhelmowi III[3],
- W latach 1807–1815 klasztor bledzewski znalazł się w obrębie Księstwa Warszawskiego. W okresie od 24 marca do 12 lipca 1814 r. w trzech częściach klasztoru urządzono lazaret wojskowy dla żołnierzy rosyjskich, zakonników natomiast przeniesiono do Rokitna.
- Po roku 1815 Bledzew został wcielony ponownie do Prus, do Wielkiego Księstwa Poznańskiego. Klasztor utracił możność przyjmowania nowicjuszy[3],
- 1835 – kasata klasztoru bledzewskiego na mocy rozporządzenia Ministerstwa Spraw Duchownych z dnia 4 lipca 1835 r. Klasztor zamknięto 31 grudnia tegoż roku, a zakonników oddelegowano do innych posług[3],
- 1842 – klasztor wystawiono do publicznej sprzedaży z warunkiem rozebrania budynków,
- 1843 – po licytacji w dniu 21 lutego, sprzedano całość dóbr z ogrodami. Kupcami byli mieszczanie bledzewscy. Już w lipcu 1843 przeorat został zburzony. Utensylia i wyposażenie przekazano do Rokitna i kościoła farnego w Bledzewie[24][3][c].

## Opaci w Ząbrsku i Bledzewie w latach 1287–1589
W zestawieniu podano informacje o opatach bledzewskich zawarte w dokumentach drukowanych, w archiwaliach nie wydanych drukiem oraz przekazane nam przez Leo Hertela bez podania źródła; w nawiasach kwadratowych uzupełniono je rzekomymi datami ich śmierci a ewentualnie i innych szczegółów na podstawie nekrologu C 121) oraz zestawień opatów (Series abbatum C 130, 131, 133) z XVIII w. Na tej samej podstawie Hertel oparł swoją listę opatów bledzeńskich,
- 1287 – Teodoryk [wybrany 1270?, 1280?, zm. 1292][7] ; (? – data niepewna)
- 1296 – Mikołaj [zm. 1297][7],
- 1299, 1309 – Konrad[7],
- 1312 – Tyderyk [Teodor Tomasz zm. 1315][7],
- 1315, 1320 – Maciej [zm. 1320][7],
- 1325 – Bertold [zm. 1327][5],
- 1335 – Dytmar [w nekrologu bledzewskim nieznany][9],
- 1360–61 – Andrzej [zm. 1364][7],
- 1370, 1378, 1385 – Mikołaj [zm. 1378!, 1385][7],
- 1390, 1414, 1418 – Jan [zm. 1419][7][5],
- 1421, 1423 – Jakub [zm. 1447!][7],
- przed 1448 natomiast wzmianka w 1448 Michał [w nekrologu i innych materiałach bledzewskich nieznany][4],
- 1457, 1460 – Jan [zm. 1488!][4],
- 1476 – Mikołaj [w nekrologu i innych materiałach bledzewskich nieznany][15];
- 1485 przed rokiem 1493 Andrzej [w nekrologu i innych materiałach w Bledzewie nieznany][16][19];
- 1493 – Liboriusz [Piotr Liboriusz zm. 1496][4][18];
- 1495 – Lambert [w nekrologu i innych materiałach w Bledzewie nieznany][19];
- 1502 – Jan [w nekrologu bledzewskim nieznany][4],
- 1509, 1513 – Walenty [zm. 1517][4] A 23, A 24[25];
- 1518, 1521 – Jan, Jan Seidelitz [zm. 1532][4],
- 1545 – Baltazar [Baltazar Schade zm. 1549][5],
- 1549 – Rafał Modrzejewski [zm. 1550][5];
- 1551,1560 – Piotr [zwany Mitręga z Lwówka zrezygnował 1560, zm. 1573][4][5],
- 1560, 1565 – Piotr Kamiński [zm. 1575][4][5],
- 1589 – Andrzej Kościelecki [bratanek Łukasza Kościeleckiego bpa poznańskiego, administrator opactwa, ustąpił 1591][4],